# Cochlearia micacea
Cochlearia micacea là một loài thực vật có hoa trong họ Cải. Loài này được E.S.Marshall mô tả khoa học đầu tiên năm 1894.